# 三越日本橋本店

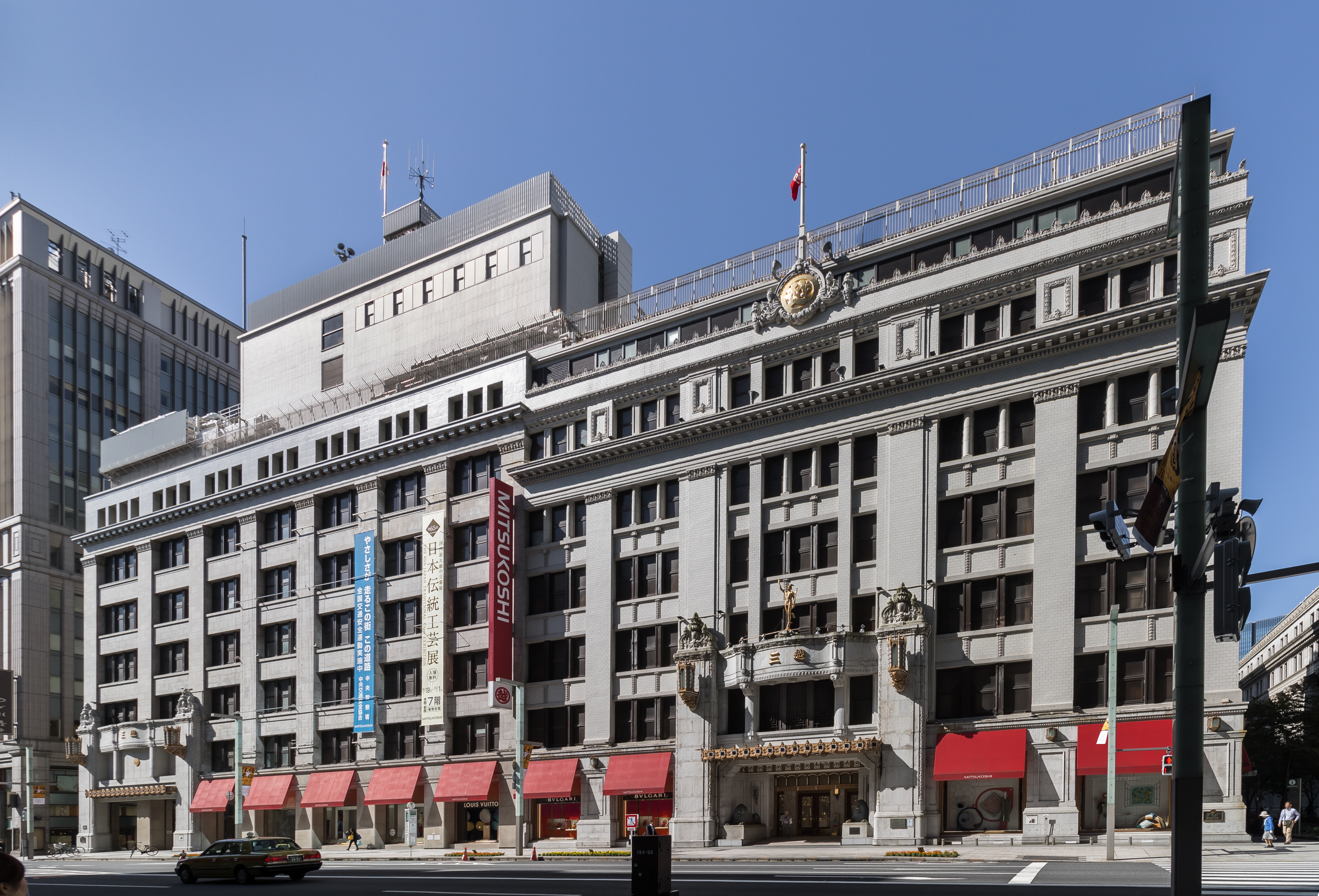
三越日本橋本店本館

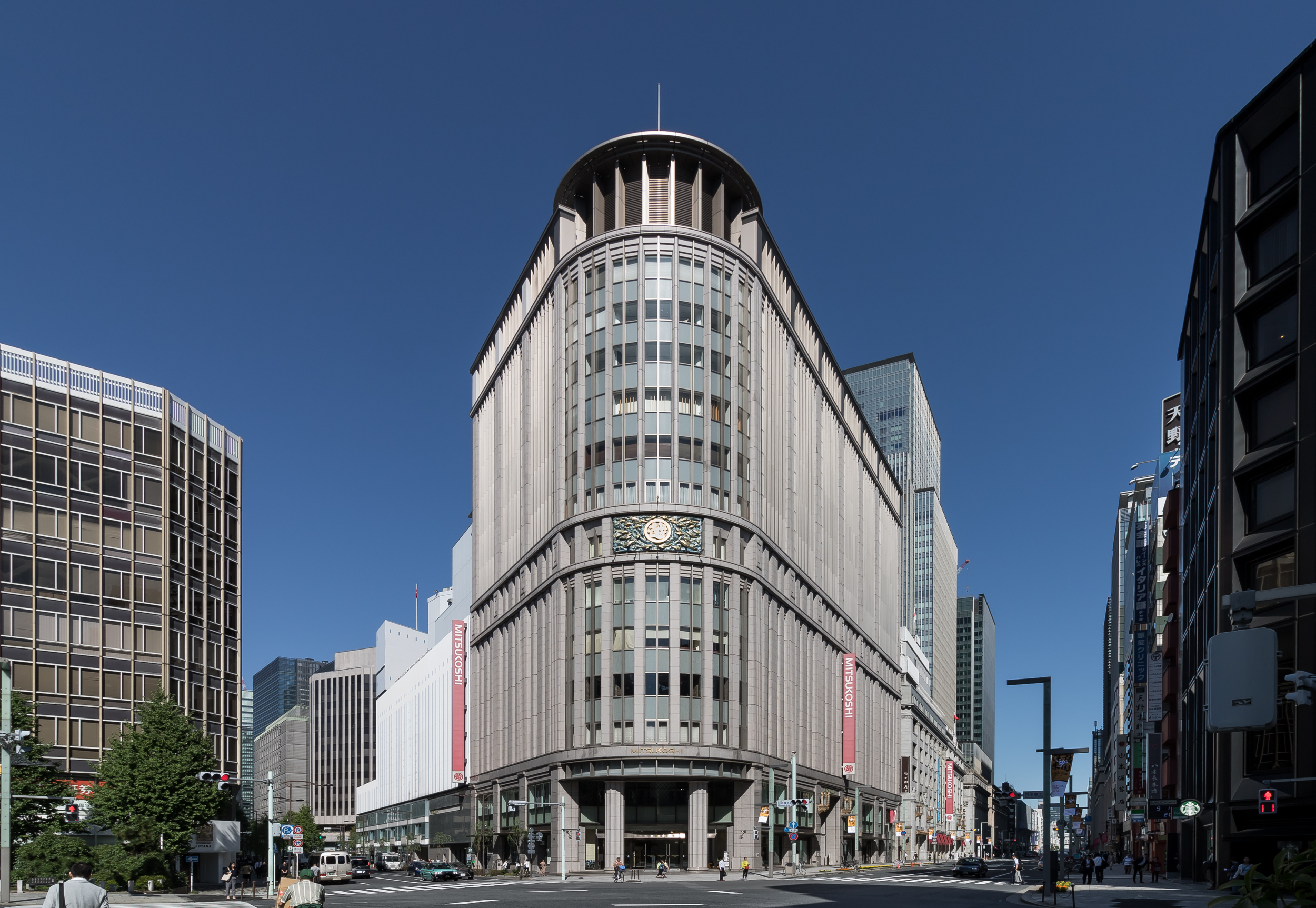
三越日本橋本店新館

三越日本橋本店是位於日本東京都中央區日本橋室町的百貨店，亦是三越品牌的旗艦店，由三越伊勢丹運營。開業於1914年9月15日。在1923年關東大震災時，該店嚴重受損；但僅一個月後，該店就重新開業。1973年在本館南側的三角地增建新館。在2021財政年度，該店的營業額有1144.86億日圓，在三越伊勢丹直營店中僅次於伊勢丹新宿本店（2536.21億日圓），排名第二，佔直營店總營業額的23.5%。2016年7月15日，該店的本館建築被列入日本的重要文化財。

## 外部連結
- 官方网站